# IC 4583
IC 4583 је спирална галаксија у сазвјежђу Змија која се налази на листи објеката дубоког неба у Индекс каталогу.
Деклинација објекта је + 23° 48' 32" а ректасцензија 15h 46m 21,9s. Привидна величина (магнитуда) објекта IC 4583 износи 14,3 а фотографска магнитуда 15,2. IC 4583 је још познат и под ознакама MCG 4-37-32, CGCG 136-74, PGC 55999.